# شجاع بن منعة الموصلي
شجاع بن منعة الموصلي (القرن السابع الهجري) نقاش، ما زالت صناعته في بعض المتاحف باقية إلى الآن. نسبته إلى الموصل.
أشهر آثاره إبريق من النحاس الأصفر مكفت بالفضة. جسم الابريق مضلع وله عشرة أوجه وسطحه غني بالزخارف الآدمية والهندسية والكتابات الكوفية.
مكتوب فوق القسم السفلي من رقبتة الإبريق «نقش شجاع بن منعة الموصلي في شهر الله المبارك رجب سنة تسع وعشرين (629 هـ) وستمائة بالموصل»، والابريق محفوظ في المتحف البريطاني.